# 八王子 (さいたま市)
八王子（はちおうじ）は、埼玉県さいたま市中央区の町名。現行行政地名は八王子一丁目から八王子五丁目。郵便番号は338-0006。

## 地理
さいたま市中央区（旧与野市）の西部に位置する。東部から西部にかけて一丁目から五丁目に分かれている。四丁目と五丁目の境界には白神川が流れている。

### 地価
住宅地の地価は2015年（平成27年）1月1日に公表された公示地価によれば八王子3-7-12の地点で13万8000円/m2となっている。

## 歴史
もとは江戸期より存在した武蔵国足立郡植田谷領に属する八王子村であった。地名の起源は当地に八王子権現（現在の八王子神社）があったことに因む。『新編武蔵風土記稿』では民戸30余。
- はじめは幕府領、正保年間（1645年〜1648年）頃に一時的に一部が旗本浅岡氏の知行地となる時期があった[5]。
- 幕末時点では足立郡八王子村であった。明治初年の『旧高旧領取調帳』の記載によると、代官大竹左馬太郎支配所が管轄する幕府領であった[7]。
- 1868年（慶応4年）6月19日 - 旧幕府領が武蔵知県事・山田政則（忍藩士）の管轄となる。
- 1869年（明治2年） 
  - 1月13日 - 武蔵知県事・宮原忠英の管轄区域に大宮県を設置、同県の管轄となる。県庁は東京府馬喰町に置かれる。
  - 9月29日 - 県庁が浦和に置かれ浦和県に改称。
- 1871年（明治4年）11月13日 - 第1次府県統合により埼玉県の管轄となる。
- 1879年（明治12年）3月17日 - 郡区町村編制法により成立した北足立郡に属す。郡役所は浦和宿に設置。
- 1889年（明治22年）4月1日 - 町村制施行に伴い、北足立郡与野町・小村田村・下落合村・上落合村・中里村・大戸村・鈴谷村・上峰村・八王子村・円阿弥村が合併して与野町となる。八王子村は与野町の大字八王子となる[5]。
- 1931年（昭和6年） - 耕地整理が完了する[5]。
- 1958年（昭和33年）7月15日 - 与野町が市制施行し[8]、与野市の大字となる。
- 1960年（昭和35年） - 土地改良事業が完了する[5]。
- 1962年（昭和37年） - 一部が浦和市白鍬に編入される。また大字八王子の一部を大字円阿弥に編入し、大字円阿弥の一部を大字八王子に編入した[5]。
- 1981年（昭和56年）10月1日 - 大字八王子から住居表示が施され、八王子一丁目から五丁目が設置される[9]。大字八王子は消滅[9]。
- 2001年5月1日 - 与野市が大宮市、浦和市と合併しさいたま市となり、さいたま市の町名となる。
- 2003年4月1日 - さいたま市が政令指定都市に移行しさいたま市中央区の町名となる。

## 世帯数と人口
2017年（平成29年）9月1日現在の世帯数と人口は以下の通りである。
| 丁目         | 世帯数    | 人口    |
| ------------ | --------- | ------- |
| 八王子一丁目 | 50世帯    | 92人    |
| 八王子二丁目 | 381世帯   | 966人   |
| 八王子三丁目 | 816世帯   | 1,927人 |
| 八王子四丁目 | 255世帯   | 612人   |
| 八王子五丁目 | 796世帯   | 1,820人 |
| 計           | 2,298世帯 | 5,417人 |

## 小・中学校の学区
市立小・中学校に通う場合、学区（校区）は以下の通りとなる。
| 丁目         | 番地 | 小学校                     | 中学校                   |
| ------------ | ---- | -------------------------- | ------------------------ |
| 八王子一丁目 | 全域 | さいたま市立与野西北小学校 | さいたま市立八王子中学校 |
| 八王子二丁目 | 全域 | さいたま市立与野西北小学校 | さいたま市立八王子中学校 |
| 八王子三丁目 | 全域 | さいたま市立与野西北小学校 | さいたま市立八王子中学校 |
| 八王子四丁目 | 全域 | さいたま市立与野西北小学校 | さいたま市立八王子中学校 |
| 八王子五丁目 | 全域 | さいたま市立与野西北小学校 | さいたま市立八王子中学校 |

## 交通
- 地内に鉄道は敷設されていない。徒歩圏内にはJR東日本埼京線与野本町駅があるが、八王子3丁目からおよそ1.4 km[4]離れている。

### 道路
- 白神通り[11]
- 白鍬通り

## 寺社・史跡
- 八王子神社
  - 浅間神社 - 八王子神社境内に立地
- 白山神社
- 前原遺跡 - 古墳〜平安期の集落跡[5]
- 苗塚遺跡 - 同上

## 施設
- さいたま市立八王子中学校
- さいたま市八王子ポンプ場
- さいたま市消防団西分団
- かやのき団地
- 八王子運動公園（サッカー場、野球場など）
- 青いとり幼稚園
- 入間川部屋
- 八王子南児童遊園地
- 浅間神社児童遊園地
- 八王子北児童公園